# Anthon (Iowa)
Anthon – miasto w Stanach Zjednoczonych, w stanie Iowa, w hrabstwie Woodbury.

## Demografia
W 2000 liczyło 649 mieszkańców. W 2023 liczba mieszkańców spadła do 531 osób, a gęstość zaludnienia do 295 osób/km².